# كريس ديفيس (لاعب كرة قدم أمريكية)
كريس ديفيس (بالإنجليزية: Chris Davis)‏ هو لاعب كرة قدم أمريكية أمريكي، ولد في 23 يناير 1984 في سانت بيترسبرغ في الولايات المتحدة.

## وصلات خارجية
- كريس ديفيس على موقع مرجع كرة القدم المحترفة.كوم (الإنجليزية)